# Olympische Jugend-Sommerspiele 2014/Teilnehmer (Äquatorialguinea)
| Gelbes Symbol für Goldmedaillen mit stilisierten Olympischen Ringen | Graues Symbol für Silbermedaillen mit stilisierten Olympischen Ringen | Braundes Symbol für Bronzemedaillen mit stilisierten Olympischen Ringen |
| ------------------------------------------------------------------- | --------------------------------------------------------------------- | ----------------------------------------------------------------------- |
| —                                                                   | —                                                                     | —                                                                       |

Die Jugend-Olympiamannschaft aus Äquatorialguinea für die II. Olympischen Jugend-Sommerspiele vom 16. bis 28. August 2014 in Nanjing (Volksrepublik China) bestand aus zwei Athleten.

## Athleten nach Sportarten

### Leichtathletik
Mädchen
- Maria de los Angeles Nzobeya Nzang
100 m: disqualifiziert (Finale)

### Taekwondo
Jungen
- Jose Nguema Larangeira
Klasse bis 55 kg: 9. Platz